# St. Mirren Football Club 2024-2025
Questa voce raccoglie le informazioni riguardanti il St. Mirren Football Club nelle competizioni ufficiali della stagione 2024-2025.

## Stagione
- In Scottish Premiership il St. Mirren si classifica al 6º posto (50 punti), dietro all'Aberdeen e davanti agli Hearts.
- In Scottish Cup viene eliminato al quinto turno dagli Hearts (1-1, 2-4 d.c.r.).
- In Scottish League Cup viene eliminato al secondo turno dal Dundee Utd (0-1).

## Maglie e sponsor
Il fornitore tecnico per la stagione 2023-2024 è Macron, mentre lo sponsor ufficiale è Consilium Plumbing and Heating	.
| Casa | Trasferta |

## Rosa
| N. |                             | Ruolo | Calciatore        |
| -- | --------------------------- | ----- | ----------------- |
| 1  | Inghilterra (bandiera)      | P     | Ellery Balcombe   |
| 1  | Inghilterra (bandiera)      | P     | Zach Hemming      |
| 2  | Inghilterra (bandiera)      | D     | Ryan Alebiosu     |
| 3  | Inghilterra (bandiera)      | D     | Scott Tanser      |
| 4  | Scozia (bandiera)           | D     | Alex Iacovitti    |
| 5  | Inghilterra (bandiera)      | D     | Richard Taylor    |
| 6  | Scozia (bandiera)           | C     | Mark O'Hara       |
| 7  | Kenya (bandiera)            | A     | Jonah Ayunga      |
| 8  | Irlanda del Nord (bandiera) | C     | Oisin Smyth       |
| 9  | Francia (bandiera)          | A     | Mikael Mandron    |
| 10 | Irlanda del Nord (bandiera) | C     | Conor McMenamin   |
| 11 | Scozia (bandiera)           | C     | Greg Kiltie       |
| 12 | Irlanda (bandiera)          | C     | Roland Idowu      |
| 13 | Cipro (bandiera)            | C     | Alex Gogić        |
| 14 | Scozia (bandiera)           | A     | James Scott       |
| 15 | Irlanda del Nord (bandiera) | C     | Caolan Boyd-Munce |
| 18 | Irlanda (bandiera)          | D     | Charles Dunne     |

| N. |                        | Ruolo | Calciatore       |
| -- | ---------------------- | ----- | ---------------- |
| 19 | Scozia (bandiera)      | D     | Shaun Rooney     |
| 19 | Irlanda (bandiera)     | A     | Owen Oseni       |
| 20 | Inghilterra (bandiera) | A     | Toyosi Olusanya  |
| 21 | Inghilterra (bandiera) | D     | Jaden Brown      |
| 22 | Scozia (bandiera)      | D     | Marcus Fraser    |
| 23 | Inghilterra (bandiera) | C     | Dennis Adeniran  |
| 24 | Galles (bandiera)      | D     | Declan John      |
| 26 | Scozia (bandiera)      | D     | Luke Kenny       |
| 27 | Slovacchia (bandiera)  | P     | Peter Urminský   |
| 28 | Scozia (bandiera)      | D     | Callum Penman    |
| 30 | Scozia (bandiera)      | C     | Fraser Taylor    |
| 31 | Scozia (bandiera)      | P     | Shay Kelly       |
| 33 | Scozia (bandiera)      | A     | Evan Mooney      |
| 34 | Scozia (bandiera)      | A     | Ethan Sutherland |
| 42 | Uganda (bandiera)      | D     | Elvis Bwomono    |
| 88 | Irlanda (bandiera)     | C     | Killian Phillips |
| 99 | Paesi Bassi (bandiera) | A     | Kevin van Veen   |